# Кубок Украины по волейболу среди женщин
Кубок Украины по волейболу среди женских команд разыгрывается с 1992 года. Призёры получают право играть в еврокубковых турнирах, проводимых под эгидой ЕКВ.

## Все призёры
| Сезон   | Обладатель Кубка                    | 2-е место                         | 3-е место                         |
| ------- | ----------------------------------- | --------------------------------- | --------------------------------- |
| 1992/93 | «Орбита» Запорожье                  | «Краян» Одесса                    | «Искра» Луганск                   |
| 1993/94 | «Динамо-Дженестра» Одесса           | «Искра» Луганск                   | «Галычанка» Тернополь             |
| 1994/95 | «Галычанка» Тернополь               | «Локомотив» Днепропетровск        | «Керкинитида» Евпатория           |
| 1995/96 | «Керкинитида-Ампелос» Евпатория     | «Динамо-Дженестра» Одесса         | «Химволокно-Спорттех» Черкассы    |
| 1996/97 | «Химволокно-Спорттех» Черкассы      | «Орбита-ЗАЭС» Запорожье           | «Университет» Ивано-Франковск     |
| 1997/98 | «Химволокно-Тривертон» Черкассы     | «Орбита» Запорожье                | «Рось» Белая Церковь              |
| 1998/99 | «Химволокно-Круг» Черкассы          | «Рось» Белая Церковь              | «Орбита» Запорожье                |
| 1999/00 | «Химволокно-Круг» Черкассы          | «Динамо-Дженестра» Одесса         | «Университет» Ивано-Франковск     |
| 2000/01 | «Динамо-Дженестра» Одесса           | «Динамо-Круг» Черкассы            | «Химволокно» Черкассы             |
| 2001/02 | «Динамо-Дженестра» Одесса           | «Динамо-Круг» Черкассы            | ЗГИА Запорожье                    |
| 2002/03 | «Динамо-Дженестра» Одесса           | «Химволокно-Спартак» Черкассы     | ЗГИА Запорожье                    |
| 2003/04 | «Галычанка-Галэкспорт» Тернополь    | «Рось-Университет» Белая Церковь  | ЗГИА Запорожье                    |
| 2004/05 | «Круг» Черкассы                     | «Галычанка-Галэкспорт» Тернополь  | «Химволокно-Спартак» Черкассы     |
| 2005/06 | «Круг» Черкассы                     | «Галычанка-Галэкспорт» Тернополь  | «Джинестра» Одесса                |
| 2006/07 | «Круг» Черкассы                     | «Керкинитида» Евпатория           | «Орбита-Университет» Запорожье    |
| 2007/08 | «Круг» Черкассы                     | «Джинестра» Одесса                | «Галычанка-Галэкспорт» Тернополь  |
| 2008/09 | «Северодончанка» Северодонецк       | «Круг» Черкассы                   | «Галычанка-Динамо-ТНЭУ» Тернополь |
| 2009/10 | «Джинестра» Одесса                  | «Галычанка-Динамо-ТНЭУ» Тернополь | «Волынь-Университет-ОДЮСШ» Луцк   |
| 2010/11 | «Джинестра» Одесса                  | «Химик» Южный                     | «Галычанка-Динамо-ТНЭУ» Тернополь |
| 2011/12 | «Континиум-Волынь-Университет» Луцк | «Химик» Южный                     | «Керкинитида» Евпатория           |
| 2012/13 | «Континиум-Волынь-Университет» Луцк | «Северодончанка» Северодонецк     | «Химик» Южный                     |
| 2013/14 | «Химик» Южный                       | «Северодончанка» Северодонецк     | «Орбита-ЗТМК-ЗНУ» Запорожье       |
| 2014/15 | «Химик» Южный                       | «Северодончанка» Северодонецк     | «Галычанка-ТНЭУ» Тернополь        |
| 2015/16 | «Химик» Южный                       | «Орбита-ЗТМК-ЗНУ» Запорожье       | «Северодончанка» Северодонецк     |
| 2016/17 | «Химик» Южный                       | «Галычанка-ТНЭУ-ГАДЗ» Тернополь   | -//-                              |
| 2017/18 | «Химик» Южный                       | «Галычанка-ТНЭУ-ГАДЗ» Тернополь   | -//-                              |
| 2018/19 | «Химик» Южный                       | «Орбита-ЗНУ-ОДЮСШ» Запорожье      | «Волынь-Университет-ОДЮСШ» Луцк   |
| 2019/20 | «Химик» Южный                       | «Галычанка-ТНЭУ-ГАДЗ» Тернополь   | «Прометей» Каменское              |

### Титулы
| № | Клуб                          | Победы |
| - | ----------------------------- | ------ |
| 1 | «Круг» Черкассы               | 8      |
| 2 | «Химик» Южный                 | 7      |
| 3 | «Джинестра» Одесса            | 6      |
| 4 | «Галычанка» Тернополь         | 2      |
| 4 | «Волынь» Луцк                 | 2      |
| 6 | «Северодончанка» Северодонецк | 1      |
| 6 | «Керкинитида» Евпатория       | 1      |
| 6 | «Орбита» Запорожье            | 1      |

## Все финалы

### 1992/93
Финал восьми. Запорожье. Дворец спорта «Орбита». 2—4 апреля 1993.
| Матч за 3-е место 4 апреля |

| «Искра» Луганск                    | 3:2  | «Локомотив» Днепропетровск |
| (16:17, 15:6, 15:10, 14:16, 15:11) |      |                            |
|                                    | Очки |                            |

| Дворец спорта «Орбита», Запорожье |

| Финал 4 апреля |

| «Орбита» Запорожье  | 3:0  | «Краян» Одесса |
| (15:10, 15:6, 15:6) |      |                |
|                     | Очки |                |

| Дворец спорта «Орбита», Запорожье |

### 1993/94
Финальный турнир. Черкассы. СК ПО «Фотоприбор». 13—15 мая 1994.
| Матч за 3-е место 15 мая |

| «Галычанка» Тернополь | 3:0  | «Химволокно-Спорттех» Черкассы |
| (15:8, 15:6, 15:8)    |      |                                |
|                       | Очки |                                |

| СК ПО «Фотоприбор», Черкассы |

| Финал 15 мая |

| «Динамо-Дженестра» Одесса                                                                           | 3:1  | «Искра» Луганск |
| (15:8, 10:15, 15:12, 15:7)                                                                          |      |                 |
| Ирина Жукова (к) Ирина Беженарь Татьяна Бунак Елена Кривоносова Карина Пархоменко Елена Соколовская | Очки |                 |

| СК ПО «Фотоприбор», Черкассы |

### 1994/95
Финальный этап. Черкассы. Дворец спорта ПО «Фотоприбор». 20—24 июня 1995.
| М | Команда                             | 1   | 2   | 3   | 4   | 5   | И | В | П | С/П  | КСП   | О |
| - | ----------------------------------- | --- | --- | --- | --- | --- | - | - | - | ---- | ----- | - |
| 1 | «Галычанка» Тернополь               |     | 3:1 | 3:0 | 0:3 | 3:0 | 4 | 3 | 1 | 9:4  | 2,250 | 7 |
| 2 | «Локомотив» Днепропетровск          | 1:3 |     | 3:1 | 3:1 | 3:0 | 4 | 3 | 1 | 10:5 | 2,000 | 7 |
| 3 | «Керкинитида» Евпатория             | 0:3 | 1:3 |     | 3:1 | 3:0 | 4 | 2 | 2 | 7:7  | 1,000 | 6 |
| 4 | «Химволокно-Спорттех» Черкассы      | 3:0 | 1:3 | 1:3 |     | 3:0 | 4 | 2 | 2 | 8:6  | 1,333 | 6 |
| 5 | «Университет-Тур-С» Ивано-Франковск | 0:3 | 0:3 | 0:3 | 0:3 |     | 4 | 0 | 4 | 0:12 | 0,000 | 4 |

- При равенстве очков выше располагалась команда, имевшая преимущество в личной встрече.

### 1995/96
Финальный этап. Евпатория. Дворец спорта. 5—10 мая 1996.
| М | Команда                         | 1   | 2   | 3   | 4   | 5   | 6   | И | В | П | С/П  | КСП   | О  |
| - | ------------------------------- | --- | --- | --- | --- | --- | --- | - | - | - | ---- | ----- | -- |
| 1 | «Керкинитида-Ампелос» Евпатория |     | 3:0 | 3:1 | 3:1 | 3:0 | 3:2 | 5 | 5 | 0 | 15:4 | 3,750 | 10 |
| 2 | «Динамо-Дженестра» Одесса       | 1:3 |     | 3:1 | 3:0 | 3:2 | 0:3 | 5 | 4 | 1 | 12:6 | 2,000 | 9  |
| 3 | «Химволокно-Спорттех» Черкассы  | 1:3 | 1:3 |     | 3:1 | 3:0 | 1:3 | 5 | 2 | 3 | 9:10 | 0,900 | 7  |
| 4 | «Рось» Белая Церковь            | 1:3 | 0:3 | 1:3 |     | 3:1 | 3:0 | 5 | 2 | 3 | 8:10 | 0,800 | 7  |
| 5 | «Галычанка» Тернополь           | 0:3 | 2:3 | 0:3 | 1:3 |     | 3:2 | 5 | 1 | 4 | 6:14 | 0,429 | 5  |
| 6 | «Локомотив» Днепропетровск      | 2:3 | 0:3 | 3:1 | 0:3 | 2:3 |     | 5 | 1 | 4 | 7:13 | 0,538 | 5  |

- При равенстве очков выше располагалась команда, имевшая преимущество в личной встрече.

### 1996/97
Финальный этап. Черкассы. Дворец спорта «Строитель». 9—11 июня 1997.
| М | Команда                        | 1   | 2   | 3   | И | В | П | С/П | КСП   | О |
| - | ------------------------------ | --- | --- | --- | - | - | - | --- | ----- | - |
| 1 | «Химволокно-Спорттех» Черкассы |     | 3:0 | 3:0 | 2 | 2 | 0 | 6:0 | Макс. | 4 |
| 2 | «Орбита-ЗАЗС» Запорожье        | 0:3 |     | 3:0 | 2 | 1 | 1 | 3:3 | 1,000 | 3 |
| 3 | «Университет» Ивано-Франковск  | 0:3 | 0:3 |     | 2 | 0 | 2 | 0:6 | 0,000 | 2 |

- Евпаторийская «Керкинитида», волейболистки которой составляли основу молодёжной сборной Украины, незадолго до финала Кубка страны пробившейся в финал чемпионата мира, из-за больших игровых нагрузок не успели восстановить кондиции, и по просьбе руководства клуба была освобождена от участия в финальном турнире.

### 1997/98
Финальный этап. Белая Церковь. Спорткомплекс СКА. 2—7 мая 1998.
| М | Команда                         | 1   | 2   | 3   | 4   | 5   | 6   | И | В | П | С/П  | КСП   | О  |
| - | ------------------------------- | --- | --- | --- | --- | --- | --- | - | - | - | ---- | ----- | -- |
| 1 | «Химволокно-Тривертон» Черкассы |     | 3:1 | 3:1 | 3:0 | 3:0 | 3:0 | 5 | 5 | 0 | 15:2 | 7,500 | 10 |
| 2 | «Орбита» Запорожье              | 1:3 |     | 3:0 | 3:0 | 3:0 | 3:0 | 5 | 4 | 1 | 13:3 | 4,333 | 9  |
| 3 | «Рось» Белая Церковь            | 1:3 | 0:3 |     | 3:0 | 3:1 | 3:1 | 5 | 3 | 2 | 10:8 | 1,250 | 8  |
| 4 | Молодёжная сборная Украины      | 0:3 | 0:3 | 0:3 |     | 3:1 | 3:0 | 5 | 2 | 3 | 6:10 | 0,600 | 7  |
| 5 | «Энергия» Энергодар             | 0:3 | 0:3 | 1:3 | 1:3 |     | 3:0 | 5 | 1 | 4 | 5:12 | 0,417 | 6  |
| 6 | «Медуниверситет» Винница        | 0:3 | 0:3 | 1:3 | 0:3 | 0:3 |     | 5 | 0 | 5 | 1:15 | 0,067 | 5  |

- Сославшись на финансовые трудности, отказались от участия в Кубке Украины «Керкинитида» и «Динамо-Дженестра».

### 1998/99
Финальный этап. Черкассы. Дворец спорта «Строитель». 6—10 мая 1998.
| М | Команда                    | 1   | 2   | 3   | 4   | 5   | 6   | И | В | П | С/П  | КСП   | О  |
| - | -------------------------- | --- | --- | --- | --- | --- | --- | - | - | - | ---- | ----- | -- |
| 1 | «Химволокно-Круг» Черкассы |     | 3:0 | 3:0 | 3:0 | 3:0 | 3:0 | 5 | 5 | 0 | 15:0 | Макс  | 10 |
| 2 | «Рось» Белая Церковь       | 0:3 |     | 3:1 | 3:2 | 3:0 | 3:0 | 5 | 4 | 1 | 12:6 | 2,000 | 9  |
| 3 | «Керкинитида» Евпатория    | 0:3 | 2:3 |     | 3:0 | 3:0 | 0:3 | 5 | 2 | 3 | 8:9  | 0,889 | 7  |
| 4 | «Орбита» Запорожье         | 0:3 | 1:3 | 0:3 |     | 3:0 | 3:0 | 5 | 2 | 3 | 7:9  | 0,778 | 7  |
| 5 | «ШВСМ-Электра» Донецк      | 0:3 | 0:3 | 0:3 | 0:3 |     | 3:0 | 5 | 1 | 4 | 3:12 | 0,200 | 6  |
| 6 | Молодёжная сборная Украины | 0:3 | 0:3 | 3:0 | 0:3 | 0:3 |     | 5 | 1 | 4 | 3:12 | 0,200 | 6  |

- При равенстве очков выше располагалась команда, имевшая преимущество в личной встрече.

### 1999/00
Финальный этап. Черкассы. Дворец спорта «Строитель». 3—7 мая 2000.
| М | Команда                       | 1   | 2   | 3   | 4   | 5   | И | В | П | С/П  | КСП   | О |
| - | ----------------------------- | --- | --- | --- | --- | --- | - | - | - | ---- | ----- | - |
| 1 | «Химволокно-Круг» Черкассы    |     | 3:0 | 3:0 | 3:0 | 3:0 | 4 | 4 | 0 | 12:0 | Макс  | 8 |
| 2 | «Динамо-Дженестра» Одесса     | 0:3 |     | 3:1 | 3:0 | 3:1 | 4 | 3 | 1 | 9:5  | 1,800 | 7 |
| 3 | «Университет» Ивано-Франковск | 0:3 | 1:3 |     | 3:1 | 1:3 | 4 | 1 | 3 | 5:10 | 0,500 | 5 |
| 4 | МНТУ Киев                     | 0:3 | 0:3 | 1:3 |     | 3:0 | 4 | 1 | 2 | 4:9  | 0,444 | 5 |
| 5 | «Керкинитида» Евпатория       | 0:3 | 1:3 | 3:1 | 0:3 |     | 4 | 1 | 3 | 4:10 | 0,400 | 5 |

### 2000/01
Финальный этап. Черкассы. Дворец спорта «Строитель». 5—10 апреля 2001.
| М | Команда                   | 1   | 2   | 3   | 4   | 5   | 6   | И | В | П | С/П  | КСП   | О  |
| - | ------------------------- | --- | --- | --- | --- | --- | --- | - | - | - | ---- | ----- | -- |
| 1 | «Динамо-Дженестра» Одесса |     | 3:0 | 3:0 | 3:0 | 3:0 | 3:0 | 5 | 5 | 0 | 15:0 | Макс  | 10 |
| 2 | «Динамо-Круг» Черкассы    | 0:3 |     | 3:1 | 3:1 | 3:0 | 3:1 | 5 | 4 | 1 | 12:6 | 2,000 | 9  |
| 3 | «Химволокно» Черкассы     | 0:3 | 1:3 |     | 3:2 | 3:1 | 3:0 | 5 | 3 | 2 | 10:9 | 1,111 | 8  |
| 4 | Сборная Украины (U-16)    | 0:3 | 1:3 | 2:3 |     | 3:1 | 1:3 | 5 | 1 | 4 | 7:13 | 0,538 | 6  |
| 5 | «Рось» Белая Церковь      | 0:3 | 0:3 | 1:3 | 1:3 |     | 3:1 | 5 | 1 | 4 | 5:13 | 0,385 | 6  |
| 6 | «ШВСМ-Электра» Донецк     | 0:3 | 1:3 | 3:0 | 0:3 | 1:3 |     | 5 | 1 | 4 | 5:13 | 0,385 | 6  |

- Соотношение игровых очков: «Рось» – 0,85 (371:434), «ШВСМ-Электра» – 0,79 (344:434)

### 2001/02
Финал четырёх. Запорожье. Спорткомплекс ЗАС. 6—7 апреля 2002.
| Матч за 3-е место 7 апреля |

| ЗГИА Запорожье                                                                                                  | 3:1  | «МНТУ-Нефтегаз» Киев                                                                                              |
| (20:25, 25:12, 25:21, 25:16)                                                                                    |      | |
| Юлия Богмацер Ольга Доронина Ольга Дробышевская Лидия Максименко Анна Цокур Елена Швец Татьяна Луценко (либеро) | Очки | Екатерина Дрыга Виктория Полищук Алла Жданова Ирина Машкина Ольга Шоломицкая Наталья Бауэр Елена Лысенко (либеро) |

| Спорткомплекс ЗАС, Запорожье |

| Финал 7 апреля |

| «Динамо-Дженестра» Одесса | 3:1  | «Динамо-Круг» Черкассы                                                                                 |
| (21:25, 25:12, 25:20, 25:22) |      | |
| Ольга Павлова Елена Самсонова Анна Ковальчук Евгения Душкевич Елена Онипко Вита Причепа Светлана Оболонская (либеро) Дарья Чмиль | Очки | Яна Юрецкая-Савочкина Ирина Швачка Елена Татарина Марина Марцынюк Антонина Кривобогова Елена Назаренко |

| Спорткомплекс ЗАС, Запорожье |

### 2002/03
Финал четырёх. Черкассы. Дворец спорта «Строитель». 5—6 апреля 2003.
| Матч за 3-е место 6 апреля |

| ЗГИА Запорожье               | 3:1  | «Круг» Черкассы |
| (14:25, 25:12, 30:28, 25:23) |      |                 |
|                              | Очки |                 |

| Дворец спорта «Строитель», Черкассы |

| Финал 6 апреля |

| «Химволокно-Спартак» Черкассы                               | 0:3  | «Динамо-Дженестра» Одесса |
| (15:25, 17:25, 18:25)                                       |      | |
| Марина Лаврук Ольга Сумская Екатерина Кривец Таисия Рыжкова | Очки | Евгения Душкевич Ольга Павлова Елена Самсонова Вита Причепа Олеся Рыхлюк Дарья Чмиль Екатерина Трач Светлана Оболонская (либеро) Татьяна Силецкая Дарья Старцева Елена Удовенко Екатерина Приходько |

| Дворец спорта «Строитель», Черкассы |

### 2003/04
| Финал 29 апреля |

| «Галычанка-Галэкспорт» Тернополь | 3:0  | «Рось-Университет» Белая Церковь |
|                                  |      |                                  |
|                                  | Очки |                                  |

|  |

### 2004/05
Финал четырёх. Черкассы. Дворец спорта. 20—21 апреля 2005.
| Матч за 3-е место 21 апреля |

| «Химволокно» Черкассы        | 3:1  | «Северодончанка» Северодонецк |
| (25:20, 25:20, 20:25, 25:15) |      |                               |
|                              | Очки |                               |

| Дворец спорта, Черкассы |

| Финал 21 апреля |

| «Круг» Черкассы              | 3:1  | «Галычанка-Галэкспорт» Тернополь |
| (23:25, 25:22, 25:14, 25:17) |      |                                  |
|                              | Очки |                                  |

| Дворец спорта, Черкассы |

### 2005/06
Финал четырёх. Евпатория. Дворец спорта. 24—25 декабря 2005.
| Матч за 3-е место 25 декабря |

| «Джинестра» Одесса                  | 3:2  | «Керкинитида» Евпатория |
| (25:22, 26:24, 20:25, 19:25, 15:10) |      |                         |
|                                     | Очки |                         |

| Дворец спорта, Евпатория |

| Финал 25 декабря |

| «Круг» Черкассы              | 3:1  | «Галычанка-Галэкспорт» Тернополь |
| (25:19, 25:21, 13:25, 25:13) |      |                                  |
|                              | Очки |                                  |

| Дворец спорта, Евпатория |

### 2006/07
Финал четырёх. Евпатория. Дворец спорта. 9—10 декабря 2006.
| Матч за 3-е место 10 декабря |

| «Орбита-Университет» Запорожье | 3:0  | «Галычанка-Галэкспорт» Тернополь |
|                                |      |                                  |
|                                | Очки |                                  |

| Дворец спорта, Евпатория |

| Финал 10 декабря |

| «Круг» Черкассы | 3:0  | «Керкинитида» Евпатория |
|                 |      |                         |
|                 | Очки |                         |

| Дворец спорта, Евпатория |

### 2007/08
Финал четырёх. Черкассы. Дворец спорта «Строитель». 12—13 января 2008.
| Матч за 3-е место 13 января |

| «Галычанка-Галэкспорт» Тернополь | 3:2  | «Златогор» Золотоноша |
|                                  |      |                       |
|                                  | Очки |                       |

| Дворец спорта «Строитель», Черкассы |

| Финал 13 января |

| «Круг» Черкассы | 3:1  | «Джинестра» Одесса |
| (18:25, 25:22, 25:23, 25:17) Отчёт |      | |
| Марина Марченко Марина Захожая Ирина Трушкина Елена Сидоренко Элина Беспрозванная Юлия Богмацер АлександраКоляда (либеро) Татьяна Козлова Анастасия Датий | Очки | Александра Перетятько Татьяна Иванюшкина Юлия Ларионова Олеся Рыхлюк Анна Лагутенко Юлия Малыш Оксана Курило (либеро) Татьяна Силецкая Инга Соколовская |

| Дворец спорта «Строитель», Черкассы |

### 2008/09
Финал четырёх. Северодонецк. Ледовый дворец. 24—25 января 2009.
| Матч за 3-е место 25 января |

| «Искра-Педуниверситет» Луганск | 0:3  | «Галычанка-Динамо-ТНЭУ» Тернополь |
| (18:25, 14:25, 18:25)          |      |                                   |
|                                | Очки |                                   |

| Ледовый дворец, Северодонецк |

| Финал 25 января |

| «Северодончанка» Северодонецк | 3:0  | «Круг» Черкассы |
| (25:19, 25:20, 26:24) Отчёт |      | |
| Ольга Костина Ольга Савенчук Вера Юрченко Анна Лисеенкова Ирина Комиссарова (к) Елена Козыряцкая-Середа Кристина Дёжкина (либеро) | Очки | Марина Марченко Ирина Трушкина Анна Марушко Екатерина Кулик Элина Беспрозванная Юлия Богмацер (к) Александра Коляда (либеро) Анастасия Датий |

| Ледовый дворец, Северодонецк Зрителей: 2000 Судьи: Геннадий Кондаков (Киев) Алексей Скибицкий (Львов) |

### 2009/10
Финал четырёх. Луцк. Спорткомплекс ОДЮСШ. 23—24 января 2010.
| Матч за 3-е место 24 января. 11:00 |

| «Северодончанка» Северодонецк | 0:3  | «Волынь-Университет-ОДЮСШ» Луцк |
| (21:25, 14:25, 18:25) Отчёт   |      |                                 |
|                               | Очки |                                 |

| Спорткомплекс ОДЮСШ, Луцк |

| Финал 24 января. 13:30 |

| «Джинестра» Одесса | 3:2  | «Галычанка-Динамо-ТНЭУ» Тернополь |
| (19:25, 17:25, 25:19, 25:21, 15:4) Отчёт |      | |
| Татьяна Козлова Юлия Ларионова Анастасия Никитенко Юлия Озтире (Малыш) (к) Надежда Батрак Елена Гасуха Оксана Курило (либеро) Анна Ксенофонтова | Очки | Татьяна Мандражеева Елена Туркула (к) Наталья Чернецкая Янина Журовская Наталья Кодола Галина Щур Татьяна Танащук (либеро) Юлия Лонюк Екатерина Руденька Людмила Борознова |

| Спорткомплекс ОДЮСШ, Луцк Судьи: Геннадий Кондаков (Киев) Михаил Медведь (Запорожье) |

### 2010/11
Финал четырёх. Южный. ФСК «Олимп». 22—23 декабря 2010.
| Матч за 3-е место 23 декабря. 15:00 |

| «Континиум-Волынь-Университет-ОДЮСШ» Луцк | 0:3  | «Галычанка-Динамо-ТНЭУ» Тернополь |
| (14:25, 19:25, 22:25) Отчёт               |      |                                   |
|                                           | Очки |                                   |

| ФСК «Олимп», Южный Судьи: Михаил Мельник (Ивано-Франковск) Виктор Козловский (Ровно) |

| Финал 23 декабря. 18:00 |

| «Химик» Южный | 0:3  | «Джинестра» Одесса                                                                                                 |
| (19:25, 17:25, 15:25) Отчёт |      | |
| Екатерина Кальченко Янина Журовская Наталья Захарчук Дарья Степановская (к) Оксана Бибик Дарья Озбек (Чмиль) Светлана Оболонская (либеро) Кристина Пугачёва Юлия Герасимова Ирина Брезгун Юлия Шелухина Елена Новгородченко | Очки | Марина Захожая Татьяна Козлова (к) Вера Козак Юлия Озтире Ирина Трушкина Анастасия Смирнова Оксана Курило (либеро) |

| ФСК «Олимп», Южный Зрителей: 1200 Судьи: Виктор Козловский (Ровно) Михаил Мельник (Ивано-Франковск) |

### 2011/12
Финал четырёх. Южный. ФСК «Олимп». 24—25 декабря 2011.
| Матч за 3-е место 25 декабря. 12:00 |

| «Северодончанка» Северодонецк | 2:3  | «Керкинитида» Евпатория |
| (25:16, 25:23, 12:25, 24:26, 12:15) Статистика и отчёт |      | |
| Анна Бурбелюк (13) Светлана Лидяева (10) Елена Сыч (17) Ирина Комиссарова (к) (2) Татьяна Литвиновская (8) Анна Лисеенкова (32) Анна Гинжул (либеро) Марина Дегтярёва Евгения Нюхалова Инна Денина | Очки | Анастасия Никитина (17) Ольга Олейник (к) (3) Людмила Постовойтенко (20) Евгения Голдобина (8) Екатерина Трепалина (28) Юлия Пахоменко (7) Кристиана Дежкина (либеро) Надежда Алишина Елена Расточило |

| ФСК «Олимп», Южный Зрителей: 400 Судьи: Михаил Медвидь (Запорожье) Виктор Козловский (Ровно) |

| Финал 25 декабря. 14:00 |

| «Континиум-Волынь-Университет» Луцк | 3:2  | «Химик» Южный |
| (25:11, 22:25, 27:25, 18:25, 15:12) Отчёт |      | |
| Алла Политанская Инна Молодцова (к) Юлия Молодцова Елена Туркула Анна Довгополюк Анна Степанюк Оксана Подгурская (либеро) Татьяна Полищук Юлия Деркач | Очки | Юлия Шелухина Надежда Кодола Наталья Захарчук Екатерина Кальченко Дарья Степановская (к) Дарья Озбек Оксана Бибик (либеро) Юлия Герасимова Кристина Пугачёва Елена Новгородченко Татьяна Нечеталюк |

| ФСК «Олимп», Южный Зрителей: 1500 Судьи: Виктор Козловский (Ровно) Михаил Мельник (Ивано-Франковск) |

### 2012/13
Финал четырёх. Южный. ФСК «Олимп». 18—19 декабря 2012.
| Матч за 3-е место 19 декабря. 15:00 |

| «Химик» Южный | 3:0  | «Керкинитида» Евпатория |
| (25:17, 25:15, 25:16) |      | |
| Елена Новгородченко Марина Захожая Ирина Трушкина Екатерина Кальченко Дарья Степановская (к) Надежда Кодола Алина Степанчук (либеро) Ольга Савенчук Кристиана Пугачёва Татьяна Хилюк | Очки | Анастасия Никитина Людмила Цолина Ольга Олейник (к) Людмила Постовойтенко Евгения Голдобина Екатерина Трепалина Надежда Алишина (либеро) Елена Расточило Алёна Хачатурян Анастасия Чернуха |

| ФСК «Олимп», Южный Зрителей: 400 Судьи: Сергей Гулька (Тернополь) Геннадий Кондаков (Киев) |

| Финал 19 декабря. 18:00 |

| «Северодончанка» Северодонецк | 0:3  | «Континиум-Волынь-Университет» Луцк |
| (17:25, 17:25, 17:25) Отчёт |      | |
| Анна Бурбелюк Анна Аксамит Марина Дегтярёва (к) Светлана Лидяева Татьяна Литвиновская Анна Лисеенкова Юлия Марковская (либеро) Ольга Балабанова Таисия Хорольская | Очки | Алла Политанская Инна Молодцова (к) Юлия Молодцова Елена Туркула Анна Довгополюк Ольга Андрусенко Светлана Оболонская (либеро) Оксана Подгурская (либеро) |

| ФСК «Олимп», Южный Зрителей: 400 Судьи: Виктор Козловский (Ровно) Сергей Гулька (Тернополь) |

### 2013/14
Финал четырёх. Южный. ФСК «Олимп». 21—22 декабря 2013.
| Матч за 3-е место 22 декабря. 11:00 |

| «Орбита-ЗТМК-ЗНУ» Запорожье | 3:1  | «Галычанка-ТНЭУ-Укринбанк» Тернополь |
| (25:22, 18:25, 25:15, 25:20) |      | |
| Лидия Лучко Екатерина Фролова Екатерина Сильченкова (к) Кристина Пугачёва Полина Лютикова Ольга Скрипак Наталья Дерюгина (либеро) Галина Козловская (либеро) Ксения Сухорукова | Очки | Екатерина Дудник Диана Карпец Ангелина Дубьянская Ольга Фарисеева Оксана Мадзар Елена Туркула (к) Виктория Дельрос (либеро) Елена Стасивская Элина Гебер |

| ФСК «Олимп», Южный Зрителей: 580 Судьи: Андрей Ковальчук (Луцк) Владимир Паевский (Харьков) |

| Финал 22 декабря. 14:00 |

| «Химик» Южный | 3:0  | «Северодончанка» Северодонецк |
| (25:18, 25:22, 25:20) Отчёт |      | |
| Ирина Трушкина Анастасия Гарелик Юлия Первухина (Шелухина) Елена Новгородченко (к) Надежда Кодола Ольга Савенчук Алина Степанчук (либеро) Марина Захожая | Очки | Марина Дегтярёва Елена Сидоренко Анна Бурбелюк Светлана Лидяева Анна Лисеенкова (к) Наталья Чернецкая Юлия Марковская (либеро) Юлия Палий Ирина Денина |

| ФСК «Олимп», Южный Зрителей: 1400 Судьи: Михаил Мельник (Ивано-Франковск) Андрей Ковальчук (Луцк) |

### 2014/15
Финал четырёх. Южный. ФСК «Олимп». 23—24 декабря 2014.
| Матч за 3-е место 24 декабря. 15:00 |

| «Орбита-ЗТМК-ЗНУ» Запорожье | 2:3  | «Галычанка-ТНЭУ» Тернополь |
| (20:25, 25:13, 25:16, 21:25, 7:15) |      | |
| Екатерина Дудникова Лидия Лучко Дарья Дрозд Екатерина Сильченкова (к) Александра Быценко Ольга Скрипак Наталья Дерюгина (либеро) Ксения Сухорукова Кристина Пугачёва | Очки | Екатерина Дудник Юлия Палий Диана Карпец Ангелина Дубьянская Оксана Мадзар Елена Туркула (к) Виктория Дельрос (либеро) Вероника Дельрос |

| ФСК «Олимп», Южный Зрителей: 177 Судьи: Виктор Козловский (Ровно) Владимир Паевский (Харьков) |

| Финал 24 декабря. 18:00 |

| «Химик» Южный | 3:0  | «Северодончанка» Северодонецк                                                                                                |
| (25:11, 25:23, 25:18) Отчёт |      | |
| Екатерина Кальченко Ирина Трушкина Анастасия Чернуха Надежда Кодола (к) Мина Томич Александра Перетятько Алина Степанчук (либеро) | Очки | Ирина Денина Карина Юрченко Светлана Дорсман Людмила Афанасьевская Анна Лисеенкова (к) Ольга Балабанова Татьяна Литвиновская |

| ФСК «Олимп», Южный Зрителей: 734 Судьи: Владимир Паевский (Харьков) Виктор Козловский (Ровно) |

### 2015/16
Финал четырёх. Южный. ФСК «Олимп». 23—24 декабря 2015.
| Матч за 3-е место 24 декабря. 15:00 |

| «Северодончанка» Северодонецк                                                                                       | 3:0  | «Галычанка-ТНЭУ-Викнарёв» Тернополь |
| (25:15, 25:20, 25:13)                                                                                               |      | |
| Карина Юрченко Светлана Дорсман Анна Лисеенкова (к) Таисия Хорольская Ольга Балабанова Инна Денина Наталья Луханина | Очки | Марина Мельниченко Ангелина Дубьянская Диана Карпец Анна Ефременко Елена Туркула (к) Оксана Мадзар Вероника Дельрос (либеро) Елена Стасивская Татьяна Карпушина |

| ФСК «Олимп», Южный Зрителей: 150 Судьи: Владимир Паевский (Харьков) Андрей Ковальчук (Луцк) |

| Финал 24 декабря. 18:00 |

| «Химик» Южный | 3:0  | «Орбита-ЗТМК-ЗНУ» Запорожье |
| (25:22, 25:22, 25:16) Отчёт |      | |
| Екатерина Кальченко Алла Политанская Инна Молодцова Анастасия Чернуха Мина Томич Татьяна Козлова (к) Алина Степанчук (либеро) Кристина Немцева | Очки | Екатерина Фролова Юлия Герасимова Ольга Кравченко (Жосан) Юлия Яструб Александра Быценко Ольга Скрипак (к) Наталья Дерюгина (либеро) Анна Довгополюк Кристина Пугач |

| ФСК «Олимп», Южный Зрителей: 890 Судьи: Андрей Ковальчук (Луцк) Владимир Паевский (Харьков) |

### 2016/17
| Финал 11 февраля. 14:30 |

| «Химик» Южный | 3:0  | «Галычанка-ТНЭУ-ГАДЗ» Тернополь |
| (25:14, 25:22, 25:21) Отчёт |      | |
| Екатерина Дудник Диана Карпец Алла Политанская Инна Молодцова Мина Томич Анастасия Чернуха Алина Степанчук (либеро) Кристина Немцева Елена Напалкова Юлия Бойко | Очки | Елена Туркула (к) Ангелина Мирчева Оксана Яковчук Оксана Мадзар Анна Ефременко Александра Миленко Елена Тофан (либеро) Елена Стасивская |

| Спорткомплекс НУФВСУ, Киев Зрителей: 498 Судьи: Андрей Ковальчук (Луцк) Алексей Скибицкий (Львов) |

### 2017/18
| Финал 17 февраля. 13:30 |

| «Химик» Южный | 3:0  | «Галычанка-ТНЭУ-ГАДЗ» Тернополь |
| (25:15, 25:22, 25:15) Результат Отчёт |      | |
| Екатерина Дудник Диана Карпец Дарья Дрозд Анастасия Крайдуба Юлия Бойко Елена Напалкова Кристина Немцева (либеро) Дарья Степановская (к) | Очки | Александра Миленко Оксана Яковчук Марина Мельниченко Елена Стасивская (к) Анна Ефременко Оксана Мадзар Татьяна Ротарь (либеро) Александра Протянова |

| Дворец спорта «Строитель», Черкассы Зрителей: 552 Судьи: Владимир Паевский (Харьков) Виталий Паршин (Ровно) |

### 2018/19
Финал четырёх. Запорожье. Дворец спорта «Юность». 22—23 февраля 2019.
| Матч за 3-е место 23 февраля. 11:00 |

| «Галычанка-ТНЭУ-ГАДЗ» Тернополь | 0:3  | «Волынь-Университет-ОДЮСШ» Луцк |
| (18:25, 23:25, 17:25) Статистика |      | |
| Александра Миленко (11) Валерия Дрёмова (4) Екатерина Ткаченко (12) Людмила Борознова (6) Инна Денина (8) Татьяна Хилюк (2) Анастасия Лях (1) Виктория Игнатова | Очки | Марина Скрипник (17) Наталья Ксендзук (7) Виктория Даньчак (7) Любовь Ужва (20) Елена Рудик (к) (3) Яна Шевеля (7) Анастасия Карасёва (либеро) Виктория Савоник |

| Дворец спорта «Юность», Запорожье Зрителей: 495 Судьи: Владимир Босенко (Сумы) Алексей Скибицкий (Львов) |

| Финал 23 февраля. 13:00 |

| «Орбита-ЗНУ-ОДЮСШ» Запорожье | 0:3  | «Химик» Южный |
| (20:25, 16:25, 21:25) Статистика Отчёт |      | |
| Елена Грицуняк (к) (2) Полина Пасс (9) Ксения Пугач (4) Юлия Дымар (12) Виктория Савченко (9) Лидия Лучко (6) Виктория Николайчук (либеро) | Очки | Елена Напалкова (2) Екатерина Дудник (16) Диана Карпец (15) Юлия Микитюк (7) Юлия Бойко (16) Дарья Дрозд (6) Кристина Немцева (либеро) Дарья Степановская (к) Дарья Великоконь |

| Дворец спорта «Юность», Запорожье Зрителей: 900 Судьи: Алексей Скибицкий (Львов) Владимир Босенко (Сумы) |

### 2019/20
Финал четырёх. Каменское. Спорткомплекс «Прометей». 14—15 апреля 2020.
| Матч за 3-е место 15 февраля. 12:30 |

| «Прометей» Каменское | 3:1  | «Орбита-ЗНУ-ЗОДЮСШ» Запорожье |
| (25:11, 24:26, 25:19, 25:11) Статистика |      | |
| Елена Напалкова (7) Екатерина Дудник (25) Диана Карпец (15) Лайза (17) Десислава Николова Дарья Дрозд (к) (9) Виктория Дельрос (либеро) Дарья Дуденок (либеро) Ангелина Мирчева (1) Екатерина Ткаченко Диана Франкевич (1) | Очки | Елена Грицуняк (к) (6) Анна Харчинская (11) Ксения Пугач (7) Виктория Савченко (13) Наталья Луханина (9) Лидия Лучко (8) Виктория Николайчук (либеро) Алика Луценко (либеро) Виктория Олейник |

| Спорткомплекс «Прометей», Каменское Зрителей: 159 Судьи: Андрей Лёпа (Ивано-Франковск) Виталий Паршин (Ровно) |

| Финал 15 февраля. 15:00 |

| «Галычанка-ТНЭУ-ГАДЗ» Тернополь | 1:3  | «Химик» Южный |
| (17:25, 25:17, 10:25, 22:25) Статистика Отчёт |      | |
| Марина Мазенко (13) Татьяна Хилюк (к) (3) Александра Миленко (18) Мария Лозинская (16) Валерия Дрёмова (7) Марта Федик (5) Татьяна Ротарь (либеро) Людмила Борознова Оксана Пилипенко Анастасия Лях | Очки | Ольга Скрипак (1) Татьяна Козлова (16) Екатерина Фролова (10) Анна Кириченко (16) Юлия Бойко (18) Кез Браун (7) Кристина Немцева (либеро) Оксана Яковчук Дарья Степановская (к) |

| Спорткомплекс «Прометей», Каменское Зрителей: 500 Судьи: Алексей Скибицкий (Львов) Виталий Паршин (Ровно) |

### 2020/21
Финал четырёх. Каменское. Спорткомплекс «Прометей». 26—27 февраля 2021.
| Матч за 3-е место 27 февраля.11:00 |

| «Регина-МЕГУ-ОШВСМ»              | 3:0  | «Аланта» |
| (25:16, 25:19, 25:18) Статистика |      |          |
|                                  | Очки |          |

| Спорткомплекс «Прометей», Каменское Судьи: Владимир Паевский, Андрей Лёпа |

| Финал 27 февраля. 14:00 |

| «Прометей» Каменское | 3:1  | «Химик» Южный |
| (16:25, 25:21, 25:20, 25:20) Статистика |      | |
| Екатерина Дудник (5) Диана Мелюшкина (9) Дарія Дрозд (1) Екатерина Сильченкова (6) Лора Китипова (8) Анастасия Крайдуба (29) Диана Франкевич (2) Даями Санчес (8) Шара Венегас (либеро) Алла Политанская Анна Харчинская | Очки | Анна Кириченко (25) Тхайнара Эммель (4) Джасмин Снид (6) Ольга Скрипак (4) Екатерина Фролова (7) Юлия Бойко (14) Юлия Микитюк (1) Анастасия Маевская (2) Евгения Хобер (1) Кристина Немцева (либеро) Дарья Степановская Оксана Яковчук |

| Спорткомплекс «Прометей», Каменское Судьи: Владимир Босенко, Владимир Паевский |